# Helvibis longicauda
Helvibis longicauda är en spindelart som beskrevs av Eugen von Keyserling 1891. Helvibis longicauda ingår i släktet Helvibis och familjen klotspindlar. Inga underarter finns listade i Catalogue of Life.